# لال مانس
لال مانس (هندی: लाल मांस؛ انگلیسی: Laal maans) نوعی کاری گوشت است که خاستگاه آن راجستان هند است.
لال مانس در زبان هندی به معنی «گوشت قرمز گوسفند» است و برای تهیهٔ آن، گوشت گوسفند را در دَلَمهٔ شیر و ادویه‌جات تند به‌ویژه فلفل قرمز تند و سیر می‌خوابانند. نتیجهٔ حاصله، غذایی بسیار تند است که بر حسب روش پخت، آبگوشت غلیظ یا رقیقی دارد و معمولاً نان «چاپاتی» (در تابستان) یا نان «باجرا» را (در زمستان) در آن ترید می‌کنند.
در گذشته‌های دور، این غذا مخصوص اشراف بود و آن را با گوشت گراز یا گوزن درست می‌کردند؛ اما امروزه، گوشت لطیف و نازکِ گوسفند جایگزین آن‌ها شده‌است.